# 伊勢田川
伊勢田川（いせだがわ）は、徳島県海部郡海陽町を流れる二級河川である。

## 地理
海陽町にある入道山（532m）のヤレヤレ峠から海陽町内を流れ太平洋（浅川湾）に注ぐ。流域には伊勢田鉱山や伊勢田川農場がある。

## 流域の主な施設
- ヤレヤレ峠
- 稲横山